# Atyria velata
Atyria velata là một loài bướm đêm trong họ Geometridae.